# Венелин Ганев
Венелин Йорданов Ганев е български юрист, дипломат, политик и академик. Той е водещ авторитет в областта на търговското право и общата теория на правото, а след Деветосептемврийския преврат през 1944 година, е един от регентите на малолетния цар Симеон II.

## Биография
Венелин Ганев е роден на 16 февруари (4 февруари стар стил) 1880 година в Русе. Учи в Лайпциг и Женева, където негов състудент е Симеон Радев, завършва философия, право и музика. В Женева в 1900 – 1901 година двамата с Радев редактират революционния вестник на Върховния македоно-одрински комитет „Ефор“. След завръщането си в България през 1908 г. е избран за доцент в Катедрата по енциклопедия и философия на правото в Софийския университет „Свети Климент Охридски“, като преподава обща теория на правото (1908 – 1918) и търговско право (1918 – 1947), а в определени периоди още гражданско съдопроизводство, международно право и конституционно право, води и лекционни курсове в Свободния университет за политически и стопански науки, познат днес като УНСС.
През 1908 година Венелин Ганев се включва в Радикалдемократическата партия. През 1919 година е министър на правосъдието във второто правителство на Теодор Теодоров и участва в българската делегация за мирните преговори в Париж, довели до сключването на Ньойския договор. След това е посланик на България в Париж (1920 – 1922).
През 1923 година, заедно с голяма част от Радикалдемократическата партия, Венелин Ганев се включва в новообразувания Демократически сговор, но през 1925 година го напуска и се обявява срещу политиката на правителството. По-късно основава Лига за защита на правата на човека.
През 1941 година Ганев се отказва от избора си за член на Българската академия на науките в знак на протест срещу ангажирането на България във Втората световна война. По-късно се включва като независим участник в Отечествения фронт и влиза в неговото ръководство, а след Деветосептемврийския преврат през 1944 година, заедно с Тодор Павлов и Цвятко Бобошевски, става регент на цар Симеон II, какъвто остава до премахването на монархията на 18 септември 1946.
Още през 1945 година Венелин Ганев се противопоставя на нарастващото влияние на Българската комунистическа партия и се присъединява към опозицията. На 17 октомври 1947 година той е уволнен от Софийския университет и е интерниран в Дряново, а през 1948 година е изключен от Българската академия на науките.
Венелин Ганев умира на 25 март 1966 година в София.
Погребан е в парцел 48 на Централните софийски гробища.